# Hopplös och hatad av alla (film)
Hopplös och hatad av alla (engelska: How to Lose Friends & Alienate People) är en brittisk långfilm från 2008 i regi av Robert B. Weide, med Kelan Pannell, Janette Scott, Simon Pegg och Megan Fox i rollerna. Filmen bygger på Toby Youngs självbiografi med samma namn.

## Handling
Sidney Young (Simon Pegg) är en okänd strävande brittisk journalist som arbetar för en vänsterradikal tidning. Han blir anställd för att arbete på den klart mer konservativa tidskriften Sharps magazine i New York. Det hela blir en kulturchock och hans förälskelse i kollegan Alison (Kirsten Dunst) gör inte saken lättare.

## Rollista
| Simon Pegg       | – Sidney Young         |
| Kirsten Dunst    | – Alison Olsen         |
| Megan Fox        | – Sophie Maes          |
| Danny Huston     | – Lawrence Maddox      |
| Gillian Anderson | – Eleanor Johnson      |
| Jeff Bridges     | – Clayton Harding      |
| Bill Paterson    | – Lord (Richard) Young |
| Max Minghella    | – Vincent Lepak        |
| Miriam Margolyes | – Mrs Kowalski         |
| Margo Stilley    | – Ingrid               |
| Kelan Pannell    | – unge Sidney          |